# Trofeu Adolfo Leoni
El Trofeu Adolfo Leoni és una competició ciclista italiana d'un sol dia i que es disputa anualment pels voltants de Rieti al Laci. Està reservada a ciclistes amateurs i sub-23.
La cursa rep homenatge a l'antic ciclista Adolfo Leoni.

## Palmarès
| Any       | Vencedor                 | Segon                | Tercer                     |
| --------- | ------------------------ | -------------------- | -------------------------- |
| 1977      | Giuseppe Dello Marino    | Eros Pittavini       | Carlo Moriconi             |
| 1978      | Giuseppe Faraca          | Bruno Marcoaldi      | Vincenzo Pannone           |
| 1979      | Leopoldo Cecconi         | Giuseppe Lucherini   | Tiziano Pirozzi            |
| 1980      | Giuseppe Di Sciorio      | Giuseppe Faraca      | Marino Del Maestro         |
| 1981      | Stefano Giuliani         | Franco Pica          | Maurizio Viotto            |
| 1982      | Domenico Marinelli       |                      |                            |
| 1983      | Janusz Bieniek           |                      |                            |
| 1984      | Rodolfo Massi            |                      |                            |
| 1985      | Andrzej Serediuk         |                      |                            |
| 1986      | Michele Quartaroli       |                      |                            |
| 1987      | Marco Masetti            |                      |                            |
| 1988      | Assiat Saitov            |                      |                            |
| 1989      | Djamolidine Abdoujaparov |                      |                            |
| 1990      | Roberto Caruso           |                      |                            |
| 1991      | Renato Falcinelli        |                      |                            |
| 1992      | Leonardo Ceccarelli      |                      |                            |
| 1993      | Luigi Bielli             |                      |                            |
| 1994      | Gabriele Missaglia       |                      |                            |
| 1995      | Marco Antonio Di Renzo   |                      |                            |
| 1996      | Alessandro Romio         |                      |                            |
| 1997      | Alberto Ongarato         |                      |                            |
| 1998      | Alexander Fedenko        |                      |                            |
| 1999      | Fabio Testi              |                      |                            |
| 2000      | Giuliano Sulpizi         |                      |                            |
| 2001      | Héctor Mesa              |                      |                            |
| 2002      | Alessandro D'Andrea      |                      |                            |
| 2003      | Emanuele Sella           |                      |                            |
| 2004-2008 | no disputat              |                      |                            |
| 2009      | Antonio Di Battista      | Gianandrea Marioli   | Gianluca Randazzo          |
| 2010      | Marco Stefani            | Ilya Gorodnichev     | Francesco Manuel Bongiorno |
| 2011      | Salvatore Puccio         | Alessandro Mazzi     | Massimo D'Elpidio          |
| 2012      | Ilya Gorodnichev         | Innocenzo Di Lorenzo | Gian Marco Di Francesco    |
| 2013      | Mario Sgrinzato          | Marco D'Urbano       | Alfio Locatelli            |
| 2014      | Nicola Gaffurini         | Simone Sterbini      | Ivan Martinelli            |
| 2015      | Fabio Tommassini         | Filippo Tagliani     | Gennaro Giustino           |
| 2016      | Yuri Colonna             | Martin Otoničar      | Juan Felipe Guzmán         |